# Formosa-Wacholder
Der Formosa-Wacholder (Juniperus formosana) ist eine Pflanzenart aus der Familie der Zypressengewächse (Cupressaceae). Sie ist in China und auf Taiwan heimisch.

## Beschreibung
Der Formosa-Wacholder wächst als immergrüner Strauch oder häufig mehrstämmiger Baum, der Wuchshöhen von 15 bis 25 Meter erreichen kann. Die faserige Borke ist braun gefärbt und blättert in Streifen ab. Die Krone ist pyramidenförmig bis zylindrisch geformt. Die Äste gehen gerade oder aufsteigend vom Stamm ab. Die Zweige sind hängend.
Die grünen Nadeln sind lineal-lanzettlich bis lineal-nadelförmig mit einer Länge von 1,2 bis 2,0 Zentimeter und einer Breite von 1,2 bis 2 Millimeter. Sie stehen zu dritt in Wirteln zusammen. Die Spitze ist spitz zulaufend. Die Nadelunterseite ist gekielt und auf der Nadeloberseite befinden sich zwei weiße Stomatabänder.
Die männlichen Blütenzapfen sind kugelig bis elliptisch mit einem Durchmesser von 4 bis 6 Millimeter. Sie stehen in Dreierwirteln zusammen und enthalten neun bis zwölf Mikrosporophylle mit je vier oder mehr Pollensäcken. Die beerenförmigen Zapfen sind kugelig bis breit-eiförmig mit einer Länge von 6 bis 9 Millimeter und einer Dicke von 6 bis 8 Millimeter. Zur Reife hin sind sie orange bis dunkel rotbraun gefärbt und weisen manchmal eine blaugrüne Tönung auf. Sie bestehen aus je sechs miteinander verwachsenen Schuppen. Auf der oberen Seite der Zapfen findet man drei Furchen. Jeder Zapfen enthält drei Samenkörner. Die Samen sind länglich-eiförmig bis dreieckig mit einer Länge von 4 bis 5 Millimeter und einer Breite von 3 bis 3,5 Millimeter. Jeder Samen weist drei bis vier Zähne auf und hat an der Basis drei bis vier Harzgruben.

## Verbreitung und Standort
Das natürliche Verbreitungsgebiet des Formosa-Wacholder liegt in China sowie auf der Insel Taiwan. In China findet man sie in Süd-Anhui, West-Fujian, Ost-Gansu, Guizhou, West-Hubei, Süd-Hunan, Süd-Jiangsu, Jiangxi, Nordost-Qinghai, Süd-Shaanxi, Sichuan, Süd-Xizang, Yunnan und in Zhejiang.
Der Formosa-Wacholder gedeiht in Höhenlagen von 200 bis 3600 Metern. Dort wächst er vor allem in Yushania-Wäldern und in immergrünen Mischwäldern, kommt aber auch oberhalb der Baumgrenze vor.

## Systematik
Die Erstbeschreibung als Juniperus formosana erfolgte 1908 durch Hayata Bunzō in Journal of the College of Science, Imperial University of Tokyo, Band 25, Artikel 19, Seite 209, Tafel 38. Ein Synonym für Juniperus formosana Hayata ist Juniperus chekiangensis Nakai.
Der Formosa-Wacholder wird innerhalb der Gattung Wacholder (Juniperus) der Sektion Juniperus zugeordnet.
Die Art wird in bis zu zwei Varietäten und eine Form unterteilt:
- Juniperus formosana var. formosana ist die Nominatform. Sie kommt auf Taiwan sowie in Fujian vor.[4]
- Juniperus formosana var. mairei (Lemée & H. Lév.) R.P. Adams & C.F. Hsieh kommt im China vor. Ein Synonym ist Juniperus mairei Lemée & H. Lév.[4]
- Juniperus formosana f. tenella Hand.-Mazz. kommt auf Taiwan sowie in Südwest-Sichuan vor.[4]

## Gefährdung und Schutz
Der Formosa-Wacholder wird in der Roten Liste der IUCN als „nicht gefährdet“ geführt. Es wird jedoch darauf hingewiesen, dass eine erneute Überprüfung der Gefährdung notwendig ist.